# NGC 1327
NGC 1327 è una vasta e molto lontana galassia a spirale barrata situata nella costellazione della Fornace, a una distanza di circa 609 milioni di anni luce dalla nostra Via Lattea.

## Scoperta
La galassia è stata scoperta nel 1886 dall'astronomo statunitense Ormond Stone.

## Descrizione
NGC 1327 ha una classe di luminosità II.